# Absturz über Gibraltar
Absturz über Gibraltar (Originaltitel: Generał – zamach na Gibraltarze) ist ein polnischer Spielfilm von Anna Jadowska aus dem Jahr 2009. Er behandelt die letzten Lebenstage von General Władysław Sikorski, dem Oberbefehlshaber der polnischen Armee und Ministerpräsidenten der polnischen Exilregierung, der – so die vom Film hinterfragte offizielle Version – bei dem Flugzeugabsturz bei Gibraltar am 4. Juli 1943 ums Leben kam. Der Film greift die Vermutung der Sabotage und des Mordauftrages an General Sikorski auf, der durch seine geplante Veröffentlichung der ihm zugespielten Dokumente über das Massaker von Katyn durch Russland an 25.000 polnischen Offizieren und Intellektuellen aller Berufsstände die Weltöffentlichkeit informieren und so Russland als Koalitionspartner gegen Nazideutschland als unhaltbar aufzeigen will.
Obwohl das Mordkomplott nicht nachgewiesen werden konnte, wurde Sabotage am Flugzeug nicht ausgeschlossen, die Absturzursache bleibt ungeklärt, Dokumente hierzu werden von Großbritannien unter Verschluss gehalten.

## Handlung
General Władysław Sikorski, der Oberbefehlshaber der polnischen Armee und Ministerpräsident der polnischen Exilregierung, trifft bei der Rückreise von seiner Inspektion der polnischen Truppen im Nahen Osten in Gibraltar ein. Er hat Dokumente über das auf Befehl von Stalin begangene Massaker von Katyn zugespielt bekommen und plant, diese zu veröffentlichen sowie das IKRK einzuschalten, was Großbritannien und die USA zu verhindern versuchen, da sie Russland als Koalitionspartner im Kampf gegen NS-Deutschland brauchen. Gouverneur Noel Mason-MacFarlane hat von Winston Churchill den Auftrag, Sikorski von seinem Vorhaben abzubringen. Der weigert sich angewidert und obwohl seine Verbündeten noch versuchen, ihn mittels eines Kuriers aus Polen zu warnen, nimmt die Sabotage ihren Lauf, und Sikorski wird samt seinen treuesten Anhängern ermordet. Zur Vertuschung wird ein tödlicher Flugzeugabsturz vorgetäuscht. Seine Tochter Zofia Leśniowska wird verschleppt und nie wieder gesehen.